# Тигель

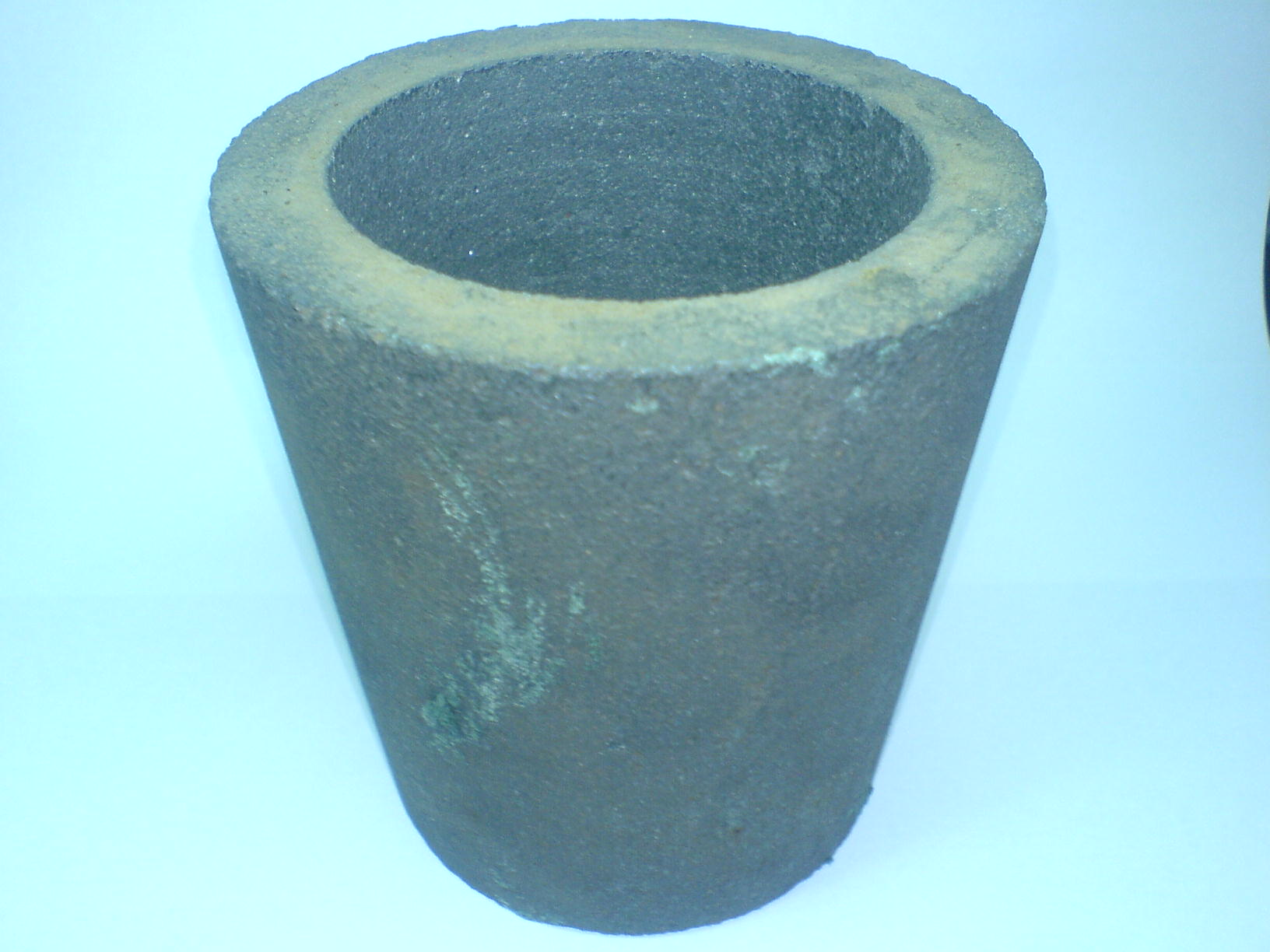
Графітовий тигель для плавлення металів

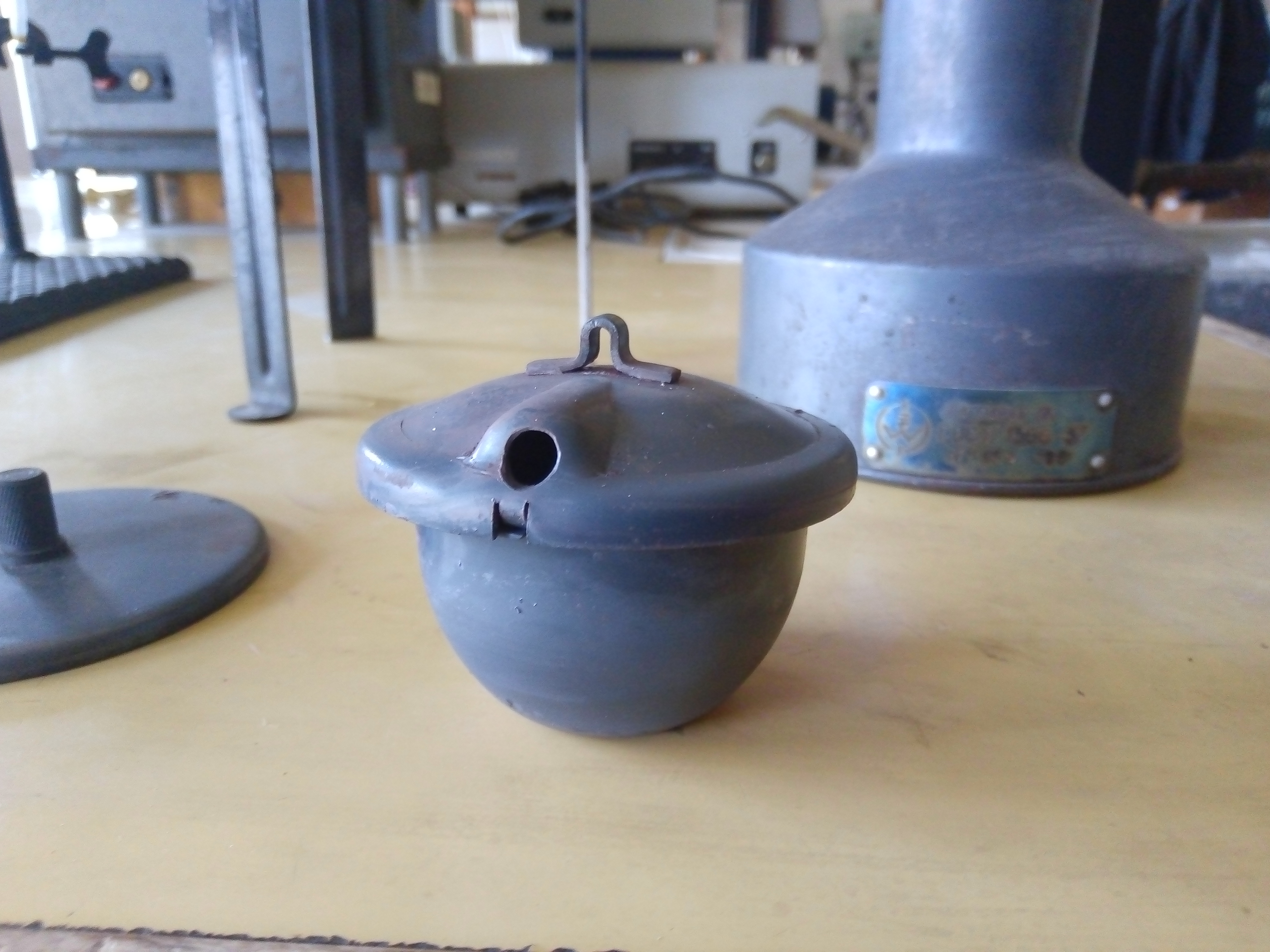
Тигель Скідмора — застосовується для визначення коксівності нафти і нафтопродуктів.

Ти́гель (нім. Tiegel від лат. tegula — «черепиця»), або бритва́ль — посудина для нагрівання, висушування, спалювання, відпалу або плавлення різноманітних матеріалів. 

## Загальний опис
Тиглі — невід'ємна частина металургічного та лабораторного обладнання при литті металів, сплавів, вирощуванні монокристалів та ін. Визначною рисою тиглів є застосування для їх виробництва вогнетривких та стійких до дії металів та сплавів матеріалів.
Зазвичай, тигель має правильну геометричну форму (конічну, циліндричну, кубічну та ін.) Різновидами тиглів також є плавильні чашки та плавильні човники.
Використовується зокрема в аналізах гірських порід, корисних копалин тощо.

## З історії
Наводимо уривок з праці Георга Агріколи De Re Metallica (1556 р.), який саме присвячений опису тигеля:
| Тиглі розрізняються за матеріалом, з якого вони зроблені, а саме: вони бувають або земляними, або з попелу. Земляні, які ми називаємо також глиняними, у свою чергу, розрізняються за формою й за величиною. Одні з них зроблені у формі плошок і мають незначну товщину, ширину 3 пальці та місткість 1 мензуральну унцію. У них руда плавиться з плавнями, і ними користуються при випробуванні руд на золото та срібло. Інші тиглі мають трикутну форму, значно товстіші стінки й значно більшу місткість, приблизно 5–6 унцій і навіть більше. У них плавиться мідь так, щоб її можна було виливати, плющити й брати її пробу на вогні. У них також здебільшого розплавляють мідну руду. Що стосується попелових тиглів, то їх роблять із золи у формі невеликих плошок, подібно шерберам, але вони мають досить товсте дно й меншу місткість. У них свинець відділяється від срібла, завдяки чому завершується відповідна проба. |